# Spiral Labyrinth – DNA Forensic Investigation
Spiral Labyrinth – DNA Forensic Investigation (japonés: らせんの 迷宮 - DNA 科学捜査, Hepburn: Rasen no Meikyu), también conocida como (Hepburn: "Rasen no Meikyū – DNA Kagaku Sōsa"), es una serie de televisión japonesa que estrenada el 15 de octubre de 2021 a través de la cadena TV Tokyo.
La serie está basada en el manga japonés "Rasen no Meikyū – DNA Kagaku Sōsa" del autor Midori Natsu.

## Historia
Jin Jinbo es un experto en ADN, que trabaja como profesor asociado del laboratorio de análisis de genoma en una escuela de medicina. 
Cuando un caso de asesinato ocurre en Tokio, donde el asesino deja una marca "X" en el cadáver. Por otro lado el detective Genji Andō, es excluido de la investigación de asesinato, debido a la alta probabilidad de que su esposa haya sido asesinada por la misma persona. Por lo que el cuartel general a cargo de la investigación busca en secreto a Jinbo para que los ayude a encontrar al responsable.

## Reparto

### Personajes principales
| Actor      | Personaje       | Ocupación | N.º de episodios | Notas                 |
| ---------- | --------------- | --------- | ---------------- | --------------------- |
| Kei Tanaka | Dr. Jin Jinbo   | Doctor    | -                | Es un experto en ADN. |
| Ken Yasuda | Det. Genji Andō | Detective | -                |                       |

### Personajes recurrentes
| Actor           | Personaje      | N.º de episodios | Notas |
| --------------- | -------------- | ---------------- | ----- |
| Kana Kurashina  | Runa Ranbara   | -                |       |
| Keiko Matsuzaka | Baba Yukari    | -                |       |
| Ikkei Watanabe  | Shiro Kurihara | -                |       |
| Keisuke Nakata  | Uryu Natsuki   | -                |       |

## Episodios
La serie estará conformada por diez episodios, los cuales serán emitidos todos los viernes a través de TV Tokyo.

## Música
El grupo surcoreano TXT interpretará el tema principal de la serie, el cual es titulado «Ito», Lla canción fue escrita por GReeeeN.
Previamente se había anunciado que el tema principal de la serie sería interpretado por el exitoso y popular grupo surcoreano BTS.

## Producción
La serie estará basada en el manga japonés "Rasen no Meikyū – DNA Kagaku Sōsa" del autor Midori Natsu e ilustrada por el caricaturista Hiroyuki Kikuta, publicado de mayo de 2012 a septiembre del 2015. El manga se centra en el genio especialista en ADN, Jin Jinbo, el detective Genji Andō y la hermosa mujer Ran Ranbara mientras resuelven misterios.
También es conocida como "Helical Labyrinth" y/o "Rasen no Meikyu: DNA Kagaku Sosa".
Será dirigida por Hitoshi Iwamoto, quien contará con el apoyo de los guionistas Masaaki Sakai, Tsutomu Kuroiwa y Teppei Fukuda.
La serie será transmitida a través de TV Tokio, TV Osaka, TV Aichi, TV Setouchi, TV Hokkaido y TVQ Broadcasting Kyushu.